# لوته شتراوس
لوته شتراوس (بالألمانية: Lotte Strauss) ـ (نورنبرغ، ألمانيا، 15 أبريل 1913 ـ 4 يوليو 1985) هي عالمة أمراض أمريكية من أصل ألماني. اكتشفت متلازمة شيرغ شتراوس مع زميلها جاكوب شيرغ في مستشفى ماونت سيناي، فأطلق اسماهما على المتلازمة.